# Pedro Martínez (calciatore)
Pedro F. Martínez (17 maggio 1893 – ...) è stato un calciatore e allenatore di calcio argentino, di ruolo centrocampista.

## Caratteristiche tecniche
Giocava come mediano destro o sinistro.